# Sielsowiet Morocz
Sielsowiet Morocz (biał. Морацкі сельсавет, Moracki sielsawiet; ros. Морочский сельсовет) – sielsowiet na Białorusi, w obwodzie mińskim, w rejonie kleckim, z siedzibą w Moroczu.

## Demografia
Według spisu z 2009 sielsowiet Morocz zamieszkiwało 1750 osób, w tym 1674 Białorusinów (95,66%), 48 Polaków (2,74%), 18 Rosjan (1,03%), 6 Ukraińców (0,34%), 3 osoby innych narodowości i 1 osoba, która nie podała żadnej narodowości.
Do 2019 liczba ludności spadła do 1899 osób. Największymi miejscowościami były wówczas Morocz (1066 mieszkańców), Łozowicze (384 mieszkańców) i Kołki (133 mieszkańców). Liczba ludności żadnej z pozostałych miejscowości nie przekraczała 76 osób.

## Geografia i transport
Sielsowiet położony jest we wschodniej części rejonu kleckiego. Częściowo obejmuje antropogeniczny zbiornik Czyrwonasłabodskaje. Na jego terytorium znajduje się Kołkowski Rezerwat Biologiczny.
Przez sielsowiet przebiega droga republikańska R43.

## Historia
Wschodnia granica sielsowietu, będąca jednocześnie granicą rejonu kleckiego, pokrywa się z przebiegiem polsko-sowieckiej granicy państwowej w latach 1921 - 1945.
28 maja 2013 do sielsowietu przyłączono 5 z 10 miejscowości z likwidowanego sielsowietu Nagórna.

## Miejscowości
- agromiasteczka:
  - Łozowicze
  - Morocz
- wsie:
  - Ciecierowiec
  - Jodczyce
  - Kołki
  - Komlewszczyzna
  - Kuncowszczyzna
  - Mokrany
  - Smolicze
  - Urwiedź
  - Uznoha